# Eucriptita
L'eucriptita és un mineral de la classe dels silicats. Va ser descoberta i descrita per primera vegada l'any 1880 a la pedrera Quarry, Redding, Connecticut, Estats Units per George J. Brush i Edward S. Dana. El seu nom ve del grec ευ (eu, 'ben') i κρυπτός (kryptos, 'amagat, secret') per indicar el fet que l'eucriptita es forma íntimament amb l'albita i, per tant, és difícil d'analitzar.

## Característiques
L'eucriptita és un silicat de fórmula química LiAlSiO₄. Cristal·litza en el sistema trigonal en agregats cristal·lins massius amb cristalls euèdrics rars de fins a 3 cm, les formes més comunes són {1010}, {1121} i {0001}. El seu color pot ser blanc, gris clar, marró molt pàl·lid o, fins i tot, pot ser incolora. La seva duresa a l'escala de Mohs és 6,5.
Segons la classificació de Nickel-Strunz l'eucriptita pertany a «09.AA - Estructures de nesosilicats (tetraedres aïllats), nesosilicats sense anions addicionals; cations en coordinació tetraèdrica [4]» juntament amb els següents minerals: fenaquita, wil·lemita i liberita.

## Formació i jaciments
L'eucriptita es forma en pegmatites amb alt contingut de liti. Existeixen jaciments d'aquest mineral a Austràlia, Canadà, Egipte, Estats Units, Finlàndia, Namíbia, Portugal, Rússia, Sud-àfrica, Suècia, el Regne Unit i la Xina. A Espanya n'existeix un jaciment a La Fregeneda, Salamanca.
Sol trobar-se amb els següents minerals: albita, espodumena, petalita, ambligonita, lepidolita i quars.

## Experiments de Hautefeuille
Productes de certa analogia van ser obtinguts per via sintètica en notables experiments deguts al químic i mineralogista Paul Hautefeuille (1836-1902), i el procediment que va utilitzar va ser el següent: es tracta bàsicament d'escalfar barreges d'àcid silícic, òxid d'alumini i vanadat de liti:
- Escalfar la quantitat corresponent a cinc equivalents d'àcid silícic i un d'òxid d'alumini amb excés de vanadat de liti, es produeixen vidres raríssims, els quals tenen forma d'octaedres de base quadrada.
- Amb sis equivalents de sílice, un d'alumina i excés de vanadat o wolframat de liti, s'aconsegueix un cos per molts conceptes referible a l'ortosa.
- Els dos cossos obtinguts, sense ser l'eucriptita, es relacionen amb ella.